# Telebrands
Telebrands Corporation es la compañía más antigua en el rubro del marketing directo y los creadores del logo As seen on TV (Como lo vio en TV) en español, y también de tal rubro. El director ejecutivo y fundador de Telebrands Ajit J. Khubani fundó la compañía en 1983, creando avisos impresos para sus productos en publicaciones como el National Enquirer. Telebrands se situó en Roanoke, Virginia, pero en 1998 se movió a Fairfield, Nueva Jersey. En 1986, Khubani comenzó a experimentar en la televisión, produciendo tres cortos infomerciales, uno para un collar antipulgas ultrasónico, otro para una bicicleta elíptica para el hogar, y el tercero para unas gafas AmberVision; todos estos productos fueron muy exitosos. El infomercial de AmberVision fue un éxito, con ventas de 15 millones de pares de gafas.
El día de hoy, Telebrands es el líder en la industria del márketing directo con $20 mil millones de dólares en su cuenta.[cita requerida] Desde 1983, Telebrands ha vendido cientos de millones de productos "As Seen on TV" incluyendo las gafas AmberVision, el PedEgg, Doggy Steps, One-Second Needle, Pasta Boat, Jupiter Jack, Bottle Tops, Aluma Wallet, InstaBulb, Lint Lizard, Pet Rider, Pocket Hose y muchos más. PedEgg, una lima para los pies lanzada en el 2007 es el producto “As Seen on TV” más vendido de todos los tiempos, con ventas por sobre 45 millones de unidades.
Los productos de Telebrands son anunciados mediante la TV, el Internet, la publicidad impresa y mediante grandes cadenas del retail de manera internacional entre 120 diferentes países.  Telebrands ahora tiende a tener de 10 a 12 productos en las repisas de las tiendas, más que cualquier otra compañía en el rubro del marketing directo por televisión.
La empresa trabaja con famosos presentadores de infomerciales incluyendo al difunto Billy Mays y Anthony Sullivan. La compañía y su director ejecutivo, A.J. Khubani, fueron destacados en varios episodios de la serie de Discovery Channel PitchMen. El show mostraba las aventuras de Billy Mays y Anthony "Sully" Sullivan mientras exploraban el mundo buscando el próximo invento destinado a ser un nuevo producto "As seen on TV", con Khubani actuando como la autoridad final.
Una vez al mes, la compañía es anfitriona de un "Día del Inventor" en donde emprendedores de todo el mundo van con el fin de convencer a Khubani y a su equipo en que su invento será el nuevo éxito para un infomercial. Los "Días del Inventor" se celebran por todo Estados Unidos, en lugares como Nueva Jersey, Los Ángeles, Las Vegas y Chicago.
La compañía continúa lanzando productos como la línea de elementos para cocina antiadherentes Orgreenic, la linterna Olde Brooklyn Lantern, la línea de libros Who Knew Books y Rabbit TV, una aventura unida con William A. Mobley y Freecast Inc.